# Monika Hauser
Monika Hauser (Thal, 24 maggio 1959) è una ginecologa e attivista svizzera con cittadinanza italiana.
Nata da genitori altoatesini visse i suoi primi anni a Thal, sua città natale, per poi trasferirsi a Innsbruck, in Austria, per proseguire gli studi. Successivamente si trasferì a Colonia, in Germania, dove trascorse quindici anni lavorando con donne vittime di violenza nelle zone di guerra. Si recò più volte a tal fine in Bosnia-Erzegovina, Afghanistan, Congo, Liberia e Israele per conto dell'organizzazione Medica Mondiale, da lei stessa fondata nel 1994.
Già nel 1992, durante la Guerra di Bosnia, aprì un centro di terapia a Zenica per le vittime di stupro e di traumi di guerra. Fu promotrice anche di un progetto per le vittime di violenza sessuale in Kosovo, Albania e Afghanistan.
"Per il suo instancabile impegno a lavorare con le donne che hanno sperimentato le violenze sessuali più orribili in alcuni dei paesi più pericolosi al mondo, e per aver condotto una campagna tesa a far riconoscere a queste ultime un riconoscimento sociale ed un risarcimento", nel 2008 fu insignita del Right Livelihood Award. Nel 2009, Politika - Società di Scienza Politica dell'Alto Adige le ha conferito il pubblico riconoscimento di "PPA - Personalità politica dell'anno" 2008, mentre nel 2012 ricevette il Premio Nord-Sud del Consiglio d'Europa.